# Das Brot der frühen Jahre
Das Brot der frühen Jahre är en tysk dramafilm från 1962 i regi av Herbert Vesely.
Filmen baseras på Heinrich Bölls roman Ungdomens bröd.

## Rollista i urval
- Christian Doermer - Walter Fendrich
- Karen Blanguernon - Gertrud
- Vera Tschechowa - Ulla Wickweber
- Eike Siegel - fru Brotig
- Gerry Bretscher - Wolf Wickweber
- Tilo von Berlepsch - fader Fendrich